# Tain (Écosse)
Tain est une ville d’Écosse dans le comté de Ross, à l’embouchure du Tain, au nord d’Inverness.

## Toponymie
L'origine du nom de la ville est incertaine. Le nom est issu d'une racine ancienne signifiant rivière. Le nom gaélique "Baile Dubhthaich" signifie la ville de Duthac, personnalité locale devenue saint patron de la ville de Tain.

## Histoire
Tain est le plus vieux burgh royal d’Écosse, statut conféré par une charte royale en 1066. Cette charte, accordée par le roi Malcolm III, confirme Tain comme un sanctuaire pour ceux qui sollicitent la protection de l'Eglise. Au Moyen Âge, Tain devient un lieu de pèlerinage consacré à Saint Duthac.